# Невезучие (фильм, 1981)
«Невезу́чие» (дословный перевод названия — «Коза», фр. La Chèvre, что означает «Приманка», «Ловля на живца», также существует французское идиоматическое выражение фр. «rendre chèvre» — «выводить из себя») — художественный фильм, лёгкая французская комедия положений. Пятый фильм, в котором присутствует персонаж Франсуа Перрен, первый, в котором появляется его компаньон Кампана и первый из трёх фильмов с классическим комическим дуэтом Ришар — Депардьё («Невезучие», «Папаши», «Беглецы»). Музыка композитора Владимира Косма.
В 1991 году в Америке был снят ремейк фильма под названием «Чистое везение» (англ. «Pure luck»).

## Сюжет
Дочь президента крупной компании Мари, с которой постоянно происходят какие-то неприятности, отправившись отдыхать в Мексику, случайно попадает в плен к местным бандитам и исчезает. Поиски с помощью полиции и частного сыска не дают результатов, её отец месье Бенц безутешен. Штатный психолог компании Мейер подсказывает ему одну невероятную идею: направить по следу пропавшей девушки некоего Франсуа Перрена, сотрудника компании, такого же бедолагу, как и она. Использовав историю жизни художника Эжена Делакруа, Мейер выдвигает теорию о существовании фатально невезучих людей, которые могут попадать в схожие неприятные ситуации. Так, невезучий бухгалтер может выйти на след пропавшей невезучей девушки. Бенц просит содействовать Перрену частного детектива Жана Кампана, который относится к этой затее крайне скептически. К тому же бухгалтер, возомнив себя незаурядным сыщиком, пытается руководить профессиональным детективом. Однако теория психолога оправдывает себя: после череды приключений, нелепых ситуаций и забавных случаев напарники всё-таки находят девушку.

## В ролях
- Жерар Депардьё — Жан Кампана, частный детектив
- Пьер Ришар — Франсуа Перрен, бухгалтер фирмы
- Коринн Шарби — Мари, исчезнувшая девушка
- Андре Валарди — Мейер, психолог фирмы
- Хорхе Люке — Хуан Арбаль
- Мишель Робен — месье Бенц, владелец фирмы, отец Мари
- Педро Армендарис-младший — Костао, капитан полиции

## Прокат
Фильм вышел в прокат во Франции 9 декабря 1981 года, в Нидерландах — 15 июля 1982 года, в Португалии — 25 ноября 1982 года, в СССР — 2 декабря 1983 года, в США — 26 июля 1985 года. 